# Lissochlora monospilonota
Lissochlora monospilonota là một loài bướm đêm trong họ Geometridae.